# Zsarulesen
Zsarulesen (eredeti cím: Stakeout) 1987-ben bemutatott amerikai romantikus-vígjáték. Rendező John Badham. A forgatókönyvet Jim Kouf írta. 
A film főhőse két nyomozó, Chris Lecce és Bill Reimers, akiknek azt a feladatot adják, hogy figyeljék meg egy szökött rendőrgyilkos volt barátnőjét, Mariát. Lecce beleszeret Mariába és innentől csak a gondok jönnek. Chris és Bill szerepében Richard Dreyfuss és Emilio Estevez látható, Mariát Madeleine Stowe játssza. A film a Touchstone Pictures megbízásából készült.
1993-ban elkészítették a film folytatását, Zsarulesen 2. címmel.

## Cselekmény
Chris Lecce és Bill Reimers nyomozók azt a feladatot kapják, hogy egy éjszakai megfigyelésen Maria McGuire pincérnőt tartsák szemmel. Maria volt barátja, Richard "Stick" Montgomery az őrökkel való verekedést követően megszökött a börtönből, unokatestvére, Caylor Reese segítségével. Az FBI együttműködést kér a két nyomozótól Montgomery elfogásához. Úgy vélik, a szökevény visszatérhet Seattle-ben élő egykori barátnőjéhez, McGuire-hoz. Lecce eközben válófélben van feleségével. Hazatérve a kétségbeesett Lecce már csak az üres lakást találja, az asszony már összepakolt és távozása során volt férje bútorait magával vitte. 
Montgomery felhívja McGuire-t, de a vonal megszakad és nem sikerül lenyomozni a telefonhívást. Mielőtt börtönbe vonult, a férfi egy nagyobb pénzösszeget rejtett el egy karosszékben. Lecce és Reimers McGuire után kémkedik, remélve Montgomery felbukkanását. Lecce telefonszerelőnek adja ki magát, közelebb kerülve a nőhöz és segít munkát szerezni a lány testvérének, Raynek, ezzel tartva őt távol a balhéktól. A helyzet bonyolódik, amikor Lecce beleszeret Mariába és a seattle-i rendőrség Montgomery bűntársának véli a nyomozót. Lecce elalszik Maria ágyában és rémálmot lát, melyben Montgomery és Reese betör a házba, majd agyonlövi őt. A rendőrségen Reimers rosszallásának ad hangot, amiért társa lefeküdt a megfigyelt személlyel. Montgomery és Reese megöli egy benzinkút pénztárosát, menekülés közben lövöldözni kezdenek a nekik csapdát állító rendőrökkel és autójukkal egy folyóba zuhannak. Montgomery megmenekül, de a súlyosan sérült Reese a süllyedő járműben veszti életét. 
Lecce bevallja titkát Mariának, feldühítve a nőt, de ekkor megérkezik Montgomery. A bűnöző elmondja, hogy félmillió dollárt rejtett el egy évekkel korábban vásárolt bútorban. Abban reménykedett, boldog életet élhet majd Mariával Kanadában, de Lecce mindent tönkretett. Remiers elfogása után Montgomery a két rendőr kivégzését tervezi. A film végén egy papírmalomban Lecce és Montgomery lövöldözésbe keveredik és a szökevény halálos mellkaslövést kap. Lecce és McGuire romantikus kapcsolatba kezd.

## Szereplők
| Szerep                     | Színész          | Magyar hang       |
| -------------------------- | ---------------- | ----------------- |
| Chris Lecce nyomozó        | Richard Dreyfuss | Reviczky Gábor    |
| Bill Reimers nyomozó       | Emilio Estevez   | Balázsi Gyula     |
| Maria McGuire              | Madeleine Stowe  | Kocsis Mariann    |
| Richard 'Stick' Montgomery | Aidan Quinn      | Sztarenki Pál     |
| Phil Coldshank nyomozó     | Dan Lauria       | Orosz István      |
| Jack Pismo nyomozó         | Forest Whitaker  | Zágoni Zsolt      |
| Caylor Reese               | Ian Tracey       | Fekete Zoltán     |
| Giles kapitány             | Earl Billings    | Dobránszky Zoltán |
| Lusk FBI-ügynök            | Jackson Davies   | Forgács Péter     |

## Fordítás
- Ez a szócikk részben vagy egészben  a   Stakeout (1987 film) című angol Wikipédia-szócikk fordításán alapul.  Az eredeti cikk szerkesztőit annak laptörténete sorolja fel. Ez a jelzés csupán a megfogalmazás eredetét és a szerzői jogokat jelzi, nem szolgál a cikkben szereplő információk forrásmegjelöléseként.